# Guðjón Samúelsson

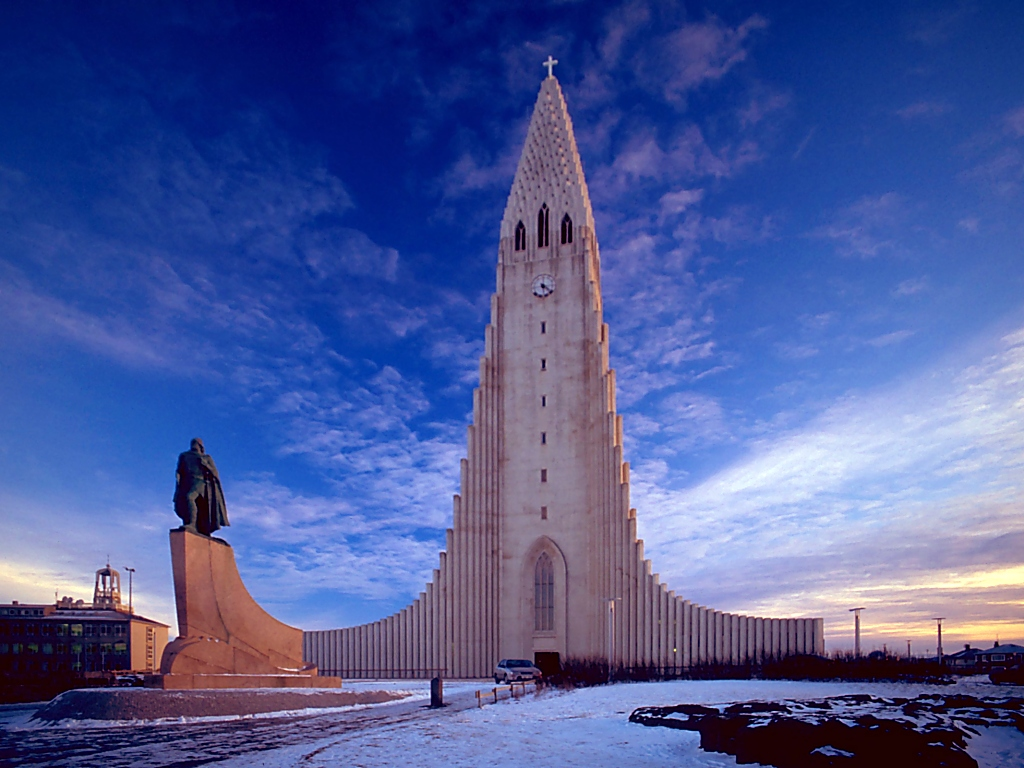
Guðjón Samúelssons berühmtestes Bauwerk und weithin sichtbares Wahrzeichen Reykjavíks: die Hallgrímskirkja

Guðjón Samúelsson ([ˈkvʏðjoun ˈsaːmuɛlsˌsɔn], * 16. April 1887; † 25. April 1950) war ein isländischer Staatsarchitekt.
Im Jahre 1927 erstellte Guðjón den ersten, nicht realisierten Bebauungsplan der isländischen Hauptstadt Reykjavík.
Zu seinen Werken zählen das Hauptgebäude der Universität Island, das Nationaltheater Þjóðleikhúsið, die katholische Kathedrale Landakotskirkja in Reykjavík sowie die Kirche von Akureyri, Akureyrarkirkja.
Sein bekanntestes Werk ist die Hallgrímskirkja, deren Planungsarbeiten im Jahre 1937 begannen und die mit 74,5 m seinerzeit das höchste Gebäude Islands war.
Vielen seiner Arbeiten wird nachgesagt, dass sie von der isländischen Geologie beeinflusst sind, besonders von Basaltsäulen wie jenen am Svartifoss.

## Weitere Werke (Auswahl)
- Heimatmuseum in Kópasker
- Das Haus an der Ecke Austurstræti / Pósthússtræti, Reykjavík, errichtet zwischen 1916 und 1917, ist das erste größere Gebäude Islands. Das vom Art Nouveau und dem dänisch-nationalen Romantizismus geprägte Gebäude, an welchem sich Statuen von Einar Jónsson befinden, beherbergte eine Filiale der Landsbankinn sowie lange Zeit die 1930 eröffnete Reykjavíkurapótek. Nach deren Schließung zog das Restaurant Apótekið ein.[2]
- Landspítalinn[2]
- Hótel Borg[2]
- Héraðsskólinn in Laugarvatn

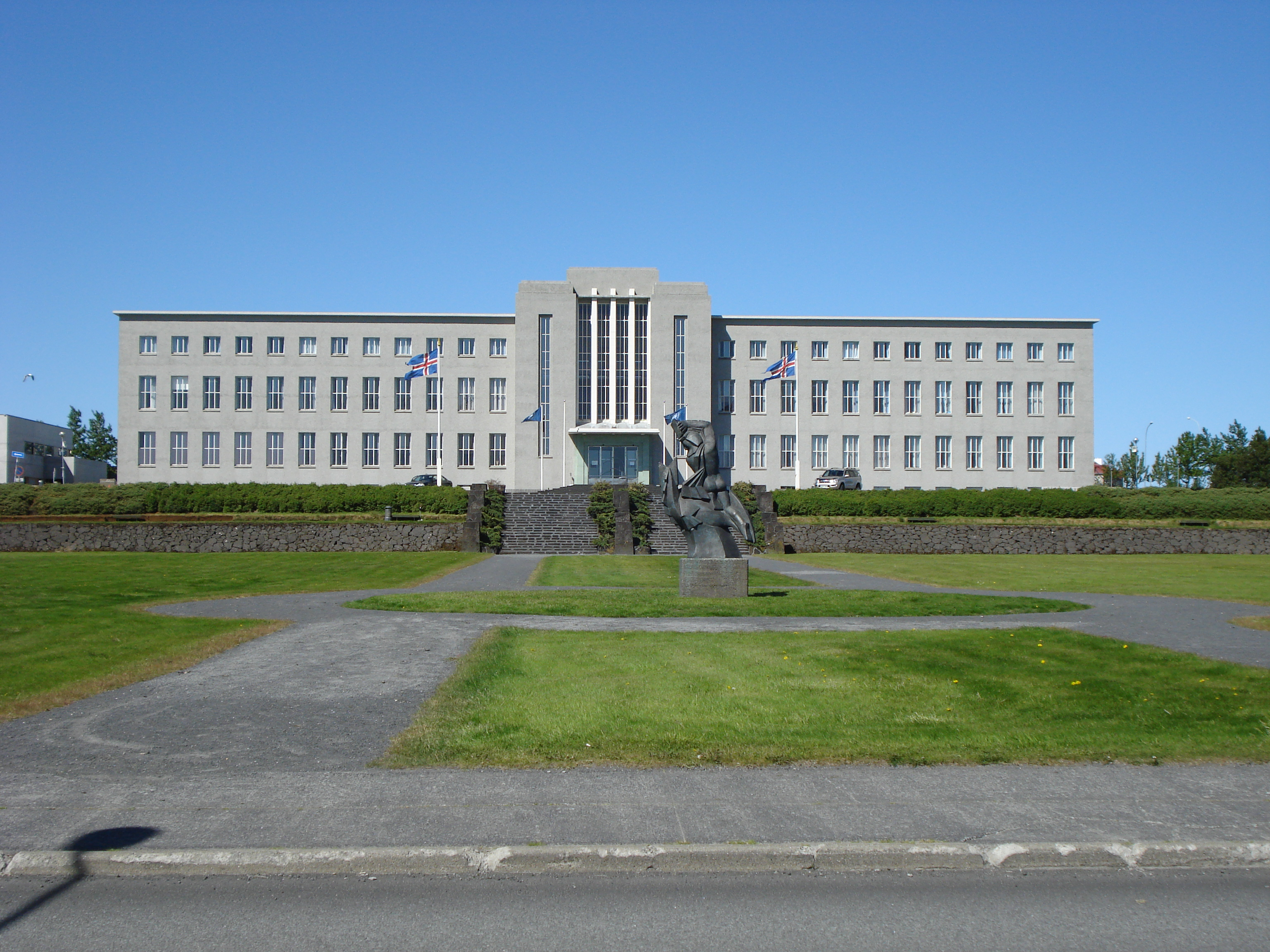
Das Hauptgebäude (Aðalbygging) der Universität Háskóli Íslands mit Ásmundur Sveinssons Plastik Sæmundur á selnum (1926).
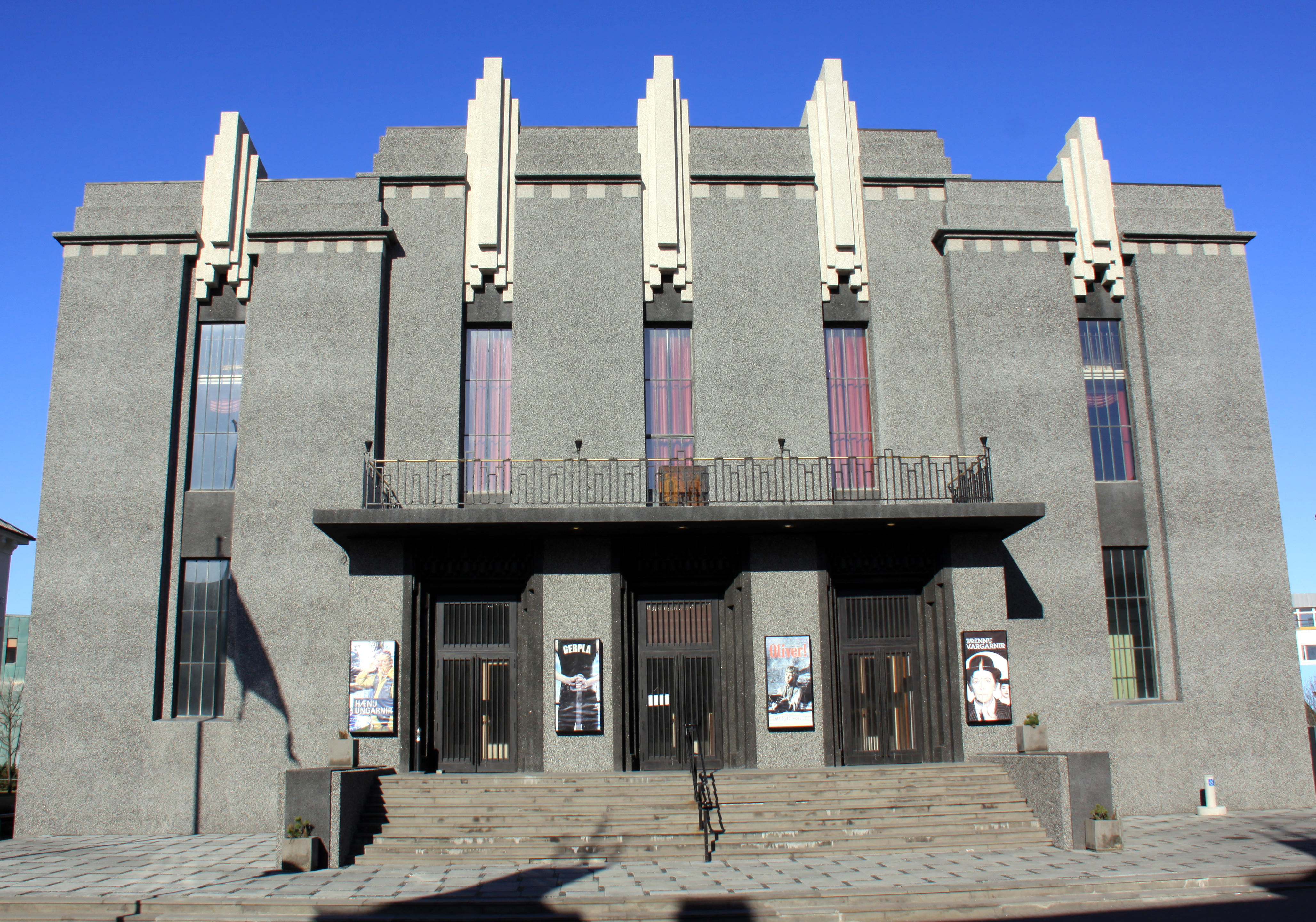
Das Nationaltheater (Þjóðleikhúsið) in Reykjavík.
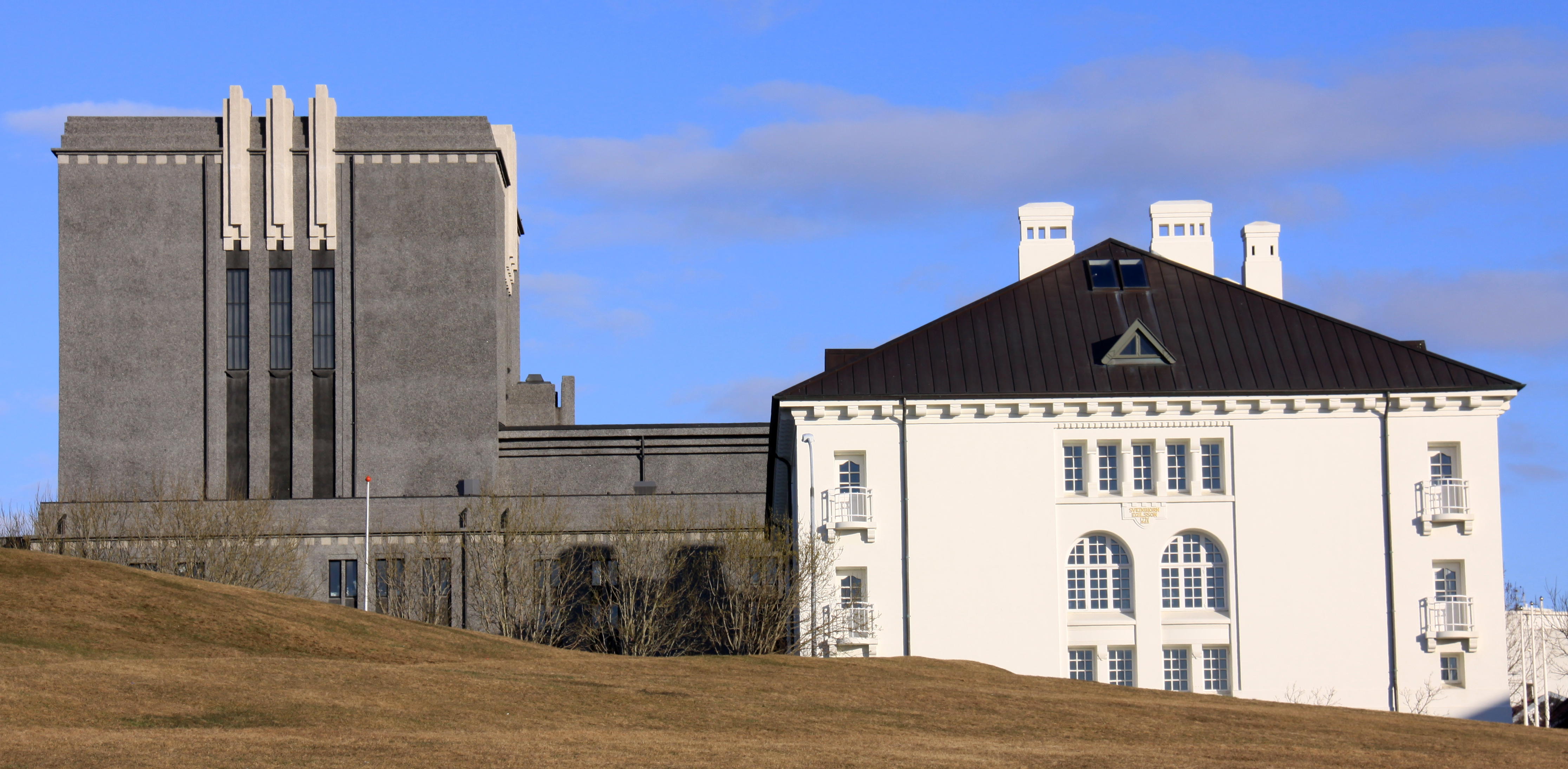
Das Nationaltheater (Þjóðleikhúsið) von der Ingólfsstræti aus mit dem alten Gebäude der Nationalbibliothek (Landsbókasafnið), Reykjavík.
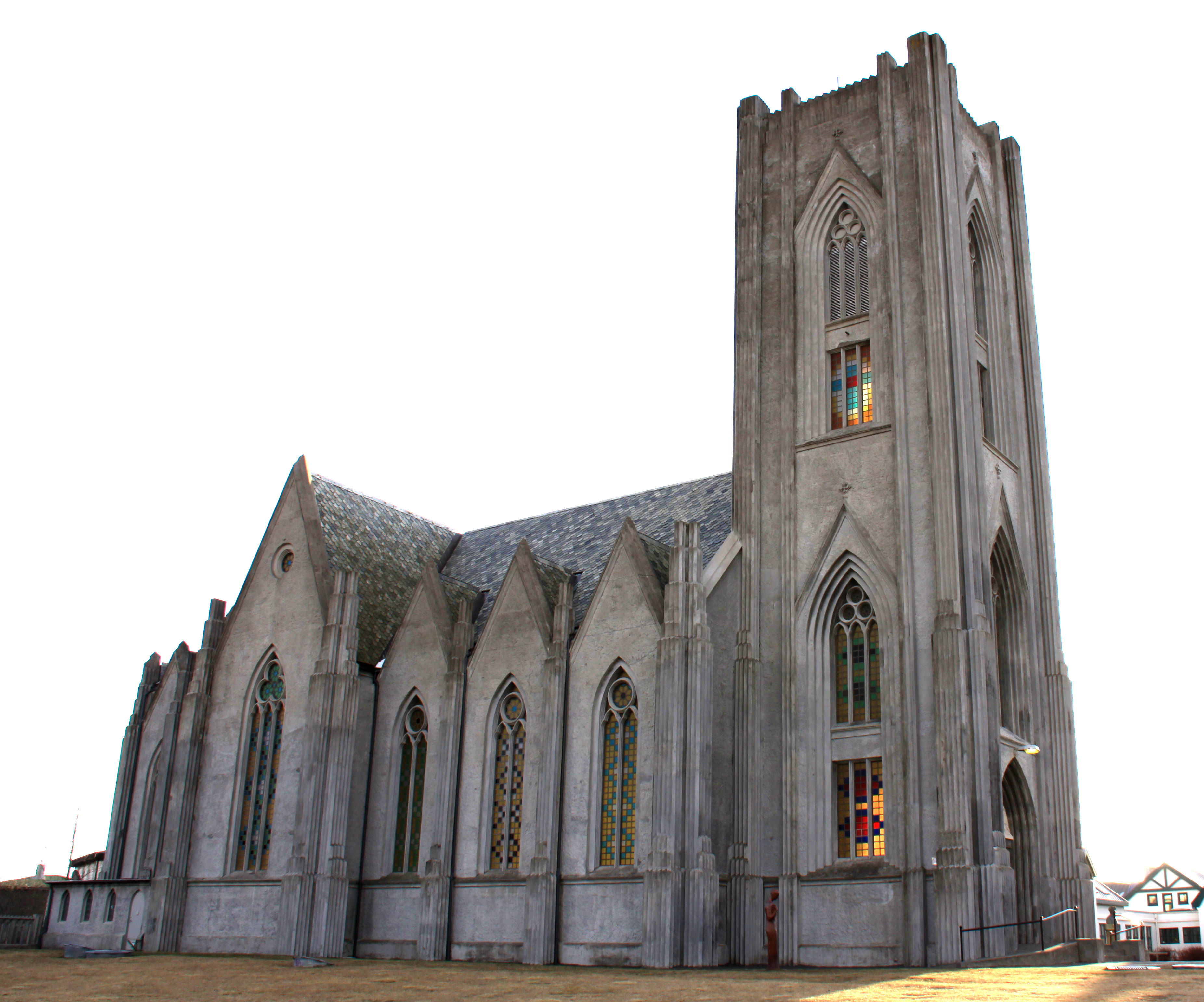
Landakotskirkja, die katholische Kirche in Reykjavík.
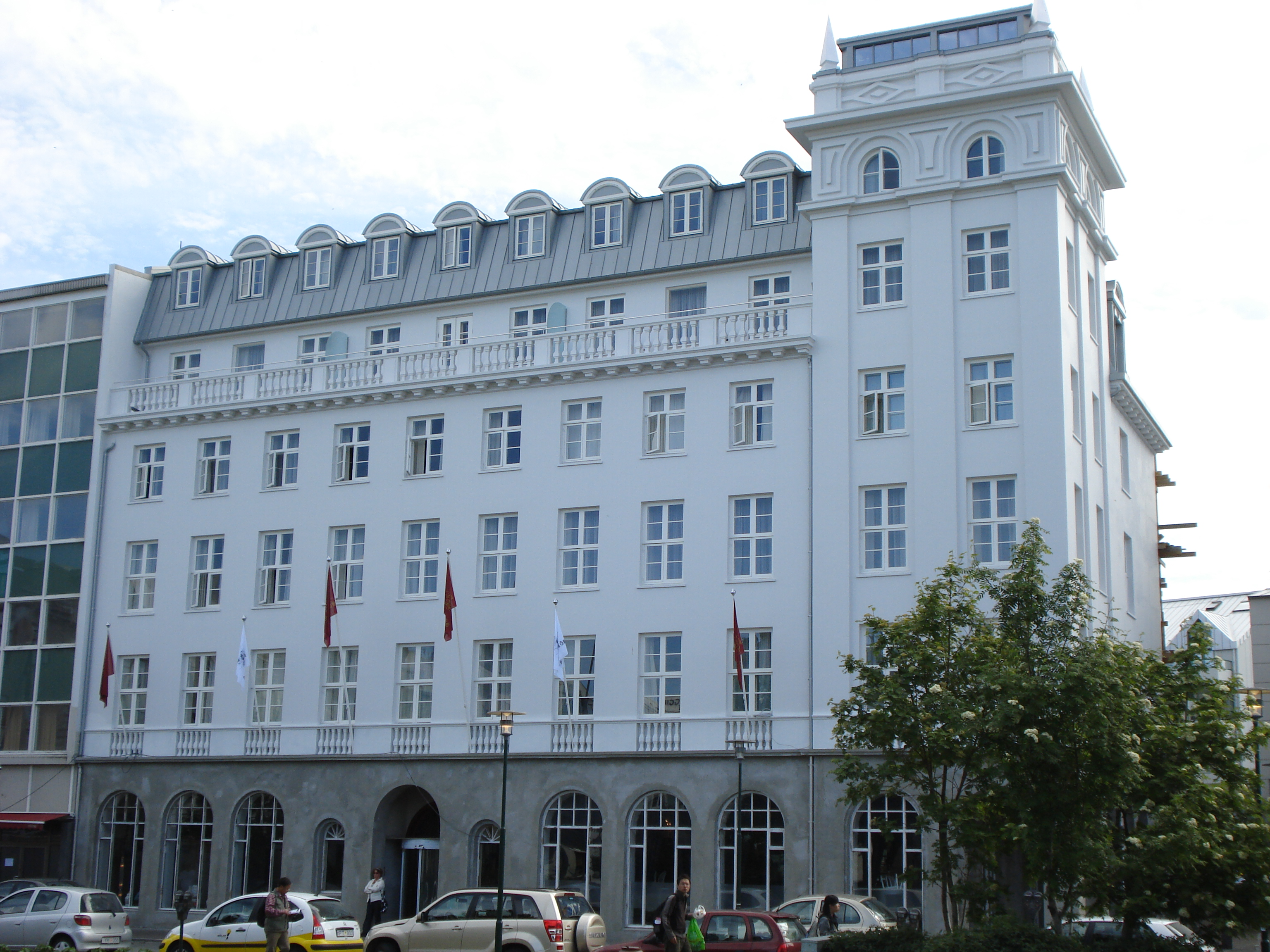
Das Hótel Borg in Reykjavík.
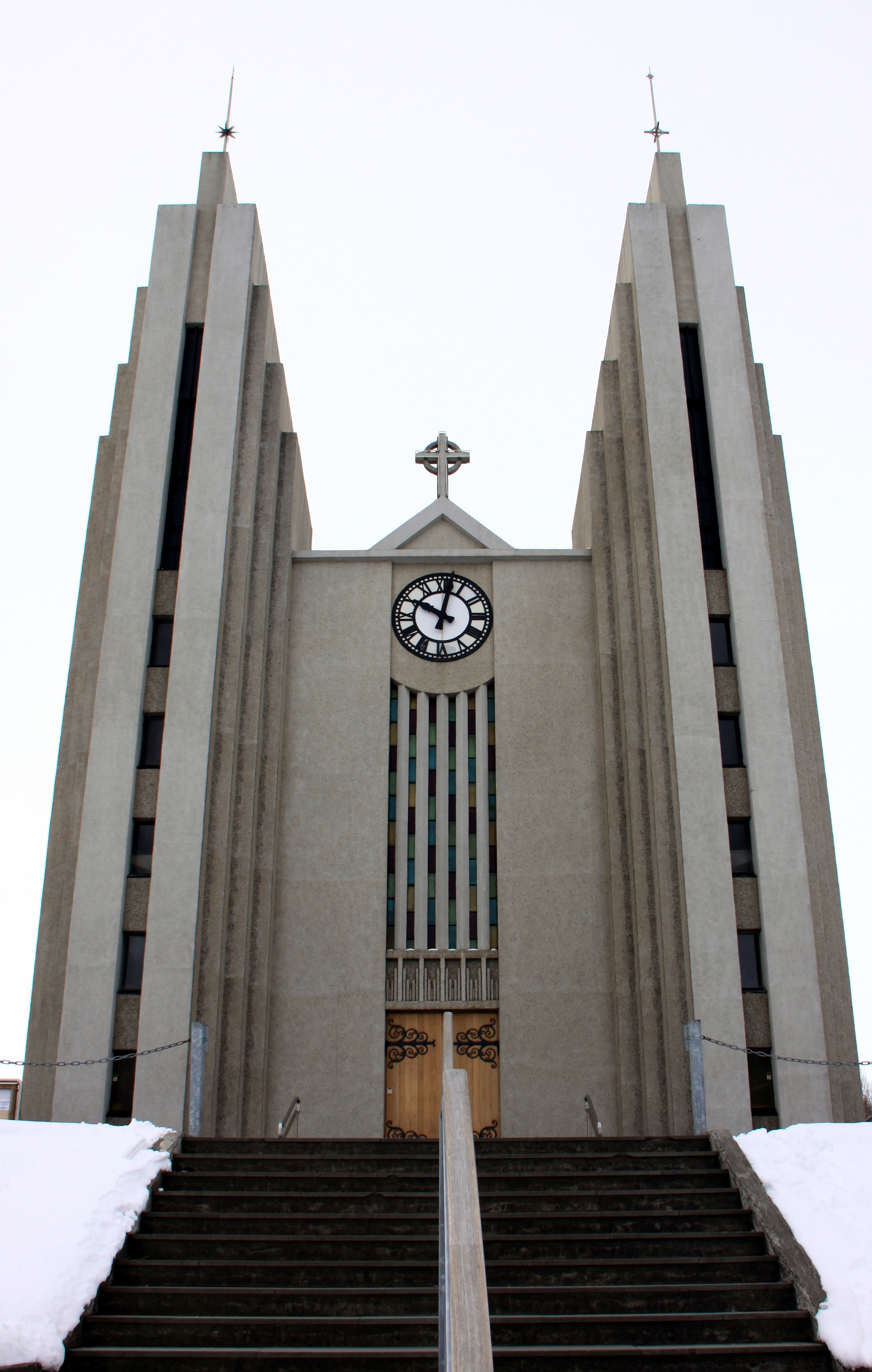
Akureyrarkirkja, die Kirche von Akureyri.